# Мітрідат V (цар Іберії)
Мітрідат (Мірдат) V (*მირდატ V, д/н —447) — цар Кавказької Іберії у 435—447 роках.

## Життєпис
Походив з династії Хосровідів. Син Арчіла I, царя Іберії, та Марії з Візантії (невідомого походження). У 420—422 роках брав участь у війні проти Сасанідської Персії, яка завершилася шлюбом молодого Мітрдата з донькою Базборда з роду Міхранідів, намісника Гадмана та усього Кавказу. Водночас домігся хрещення своєї дружини. Після цього стає етиставані області Самшвілде.
У 435 році після смерті батька стає новим володарем Кавказької Іберії. Намагався зберігати мир з Персією, виплачуючи відповідну данину. В часи його панування архієпископом Картлі персами було призначено Мобідана, несторіанця. Це було зроблено з тим, щоб відірвати Іберію від союзу з православною Візантійською імперією. Помер у 447 році. Владу успадкував його син Вахтанг I Горгасалі.